# Random Hills
Die Random Hills (englisch für Willkürliche Hügel) sind eine Gruppe schroffer Hügel an der Borchgrevink-Küste des Viktorialands. Sie werden 24 km nordnordwestlich des Mount Melbourne nach Westen durch den Campbell-Gletscher und nach Osten durch den Tinker-Gletscher und die Wood Bay begrenzt.
Die Südgruppe einer von 1966 bis 1967 dauernden Kampagne im Rahmen der New Zealand Geological Survey Antarctic Expedition benannte die Gruppe nach der (scheinbar) willkürlichen Anordnung der Hügel.